# Pyrausta euchromistes
Pyrausta euchromistes is een vlinder van de familie van de grasmotten (Crambidae). De wetenschappelijke naam van deze soort is voor het eerst voorgesteld door Harrison Gray Dyar Jr. in een publicatie uit 1918.
De soort komt voor in Mexico.